# Nyíregyháza

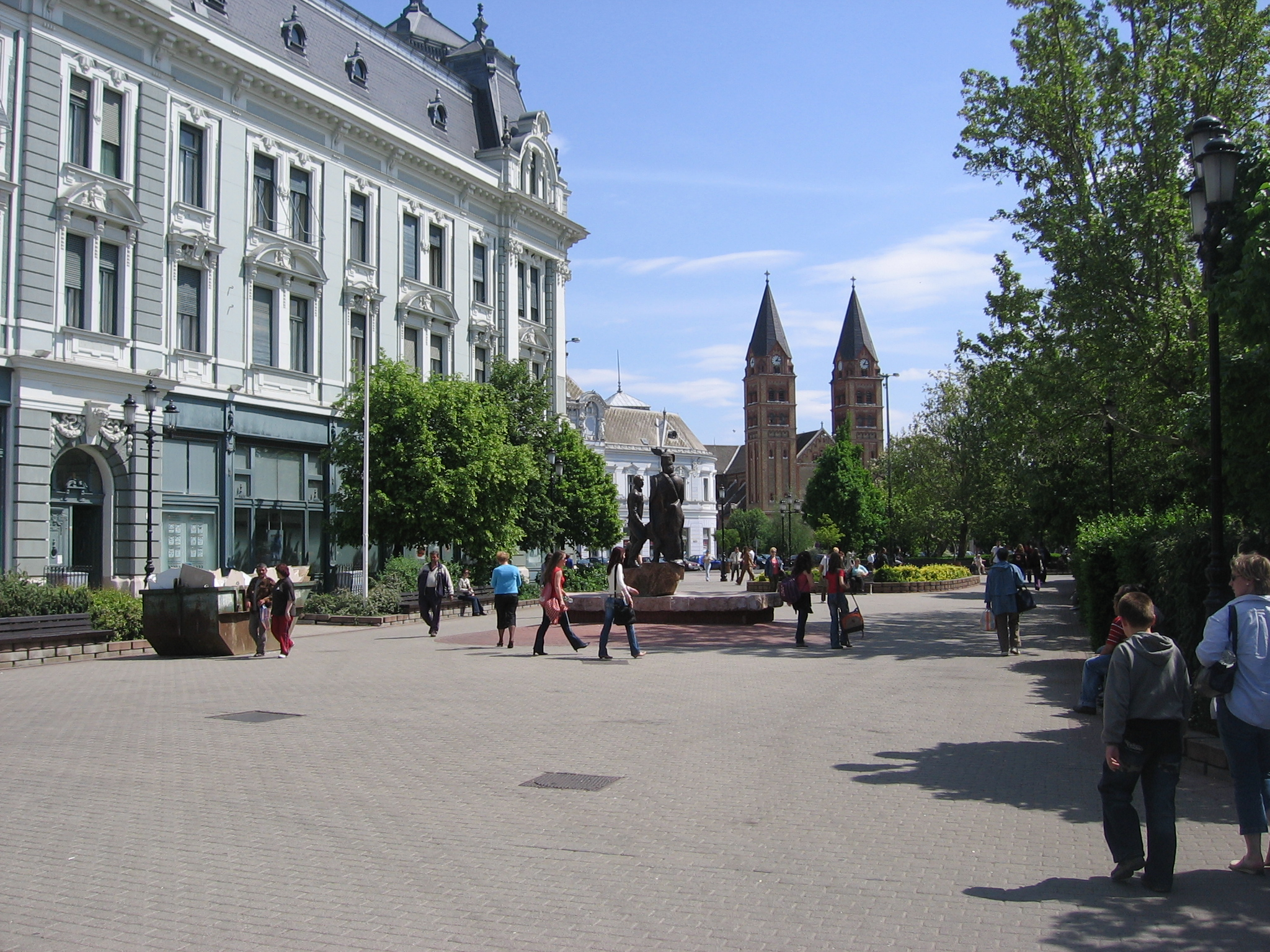
Stadtzentrum

Nyíregyháza ([ˈɲiːrɛɟhaːzɒ] ; deutsch Birkenkirchen) ist der Sitz des Komitats Szabolcs-Szatmár-Bereg im Nordosten Ungarns. Die Stadt mit Komitatsrecht hat ca. 120.000 Einwohner und ist damit die siebtgrößte Stadt des Landes. In Nyíregyháza gibt es eine griechisch-katholische Hochschule (im Jahre 1909 errichtet). Die Stadt war lange die größte ungarische Stadt ohne Universität. Seit 1. Januar 2016 firmiert die Hochschule Nyíregyháza als Universität Nyíregyháza.

## Geographische Lage
Nyíregyháza liegt nicht weit von der slowakischen, der rumänischen und der ukrainischen Grenze entfernt. In der Nähe befindet sich die früher von vielen Deutschen bewohnte Region Sathmar.

## Bauwerke
In Nyíregyháza befindet sich der älteste Sendemast Ungarns. Er wurde 1925 errichtet und ist 119 m hoch.

## Sehenswürdigkeiten
- Kirchenbauten (Lutheraner, griechisch-katholisch, römisch-katholisch, Reformierte, ehemalige orthodoxe Synagoge)
  - Evangelische Martin-Luther-Kirche. Kaiser Joseph II. (1741–1790), seit dem Tod seiner Mutter Maria Theresia 1780 auch König von Böhmen, Kroatien und Ungarn brach mit seinem Toleranzpatent das Glaubensmonopol der katholischen Kirche. Protestanten und Juden durften ihren Glauben ausüben. Nach den Plänen von Giuseppe Aprilis wurde 1784–86 die spätbarocke evangelische Kirche auf dem späteren Lutherplatz errichtet[1]. Die originale Außenfassade und das Äußere der Kirche waren gemäß der Vorgaben Kaiser Joseph II. schmucklos zu gestalten. Ca. 100 Jahre später erfolgte bei der Erneuerung eine Gliederung der Außenfassade. 1885–86 wurden ihre Seitenwände mit kräftigen Mauerpfeilern rhythmisiert und die Fenster mit neobarocken und neorenaissancen Schmückungen versehen. 1928 wurde über dem Haupteingang ein aus 12 Glocken bestehendes Glockenspiel angebracht. Die Gestaltung des Innenraums dieser evangelischen Kirche unterlag keinen Beschränkungen und wurden im  josephinischem Stil ausgeführt. Die Wände wurden mit Stuckimitationen im Zopfstil ausgemalt. Der Hauptaltar stammt aus der griechisch-katholischen Basilika von Máriapócs (Ungarn). Das ins Rokoko zielende barocke Altarbauwerk ist reichgeschnitzt. Das heute Martin-Luther-Kirche benannte Barockgebäude wurde ein wichtiger Schauplatz des musikalischen Lebens der Stadt Nyíregyháza. Im ganzen Jahr werden dort Orchester-, Chor- und Orgelkonzerte aufgeführt. Auf der östlichen Hinterseite, über dem Tor der Sakristei, erinnert noch eine lateinische Inschrift an Kaiser Joseph II., der durch sein Toleranzedikt den Kirchenbau ermöglichte[2][3].
  - Ungarische griechisch-katholische Kirche von  Nyíregyháza. Sie wurde bis 1909 im byzantinischen Stil während der Bauepoche des Jugendstils erbaut. Die Grundsteinlegung erfolgte bereits 14 Jahre zuvor im Jahr 1895. Ständig verzögerten finanzielle Schwierigkeiten die Fertigstellung des Kirchengebäudes mit seinen markanten Doppeltürmen. Im Inneren der Sankt Nikolaus geweihten Kirche erstaunt die reich verzierte Ikonostase. 1945 erlitt der Bau starke Bombentreffer, die dann mit staatlicher Unterstützung behoben wurden. Noch heute beherbergt sie eine reiche Sammlung liturgischer Gewänder und Gefäße.
  - Römisch-katholische Kathedrale von Nyíregyháza im Baustil der Neoromanik. 43,6 m hoher zweitürmiger, dreischiffiger Kirchenbau aus rotem Ziegelstein; das Hauptschiff ist 50,3 m breit und 13,7 m hoch. Das Gebäude ist Unserer Lieben Frau von Ungarn geweiht.
- Denkmal für Lajos Kossuth de Kossuth et Udvard (1802–1894), Rechtsanwalt, Politiker und einer der Anführer der ungarischen Unabhängigkeitserhebung gegen Österreich von 1848/49. Er gilt heute noch als ungarischer Nationalheld. Der Standort ist mitten auf dem Kossuth tér (Kossuth-Platz), err wurde gefertigt von Gyula Bethlen. Auf der Rückseite des Denkmals ist, auf einem gebrochenen Kanonenrohr sitzend, ein Vogel abgebildet, darunter die Jahreszahl: „1848“.
- Das 1892 errichtete Rathaus der Stadt am heutigen Kossuth-Platz im Stil des Eklektizismus mit seinem großartigen Festsaal und repräsentativen Balkon. Die Dachfassade des Gebäudes schmücken zwei Darstellungen der Justitia, die auf die ehemals historische Funktion des Hauses als Ort der Rechtsprechung hinweisen.
- Haus des Komitatssitzes des Komitats Szabolcs-Szatmár-Bereg (Verwaltungsbezirkes) in Nordostungarn. Es grenzt an Rumänien und die Ukraine sowie an die Komitate Hajdú-Bihar und Borsod-Abaúj-Zemplén. Von dort wird eine Fläche von 5.936 km² und (2001) 586.158 Einwohnern verwaltet. Es wurde erbaut 1891–1893 nach Plänen von Ignác Alpár
- Jósa András Museum[4], Ausstellungen zur Stadtgeschichte Nyíregyházas, detaillierte Ausstellung aus der Steinzeit und der Völkerwanderung der Region, ebenso Kunst, Literatur und Geschichte des Geldes. Bauherr und Namenspatron ist der wohlhabende, ungarische Archäologe, Anthropologe und Arzt Jósa András (1834–1918).
- Zsigmond-Móricz-Theater in Nyíregyháza, Ungarn; Namenspatron ist der ungarische Schriftsteller Móricz Zsigmond (1879–1942).
- Sparpalast. Historisches Bankgebäude. Errichtet 1912 im Stil des Eklektizismus von József Hubert. Das denkmalgeschützte, dreiseitige, zweistöckige Gebäude mit Mansarddach wurde palastartig reich dekoriert. Bauherr war eine Spar- und Kreditgesellschaft, daher auch der historische Name „Sparpalast“. Auch heute noch wird in diesem Gebäude, nahe dem historischen Rathaus der Stadt, neben anderen Geschäften eine Bankfiliale betrieben.
- Historisches Gebäude der Bank Szabolcs Takarék im Baustil des Eklektizismus mit bemerkenswerter Schalterhalle mit entsprechend zeitgemäßer Glasmalerei
- Das sogenannte Nyírvíz-Palais im Baustil des Eklektizismus ist ein das Stadtbild prägendes Eckgebäude mit bemerkenswerter Dachgestaltung[5]. Das Palais wurde nach den Plänen von Gyula Papp und Ferenc Szabolcs 1910–1912 errichtet. An der Fassade zu der Széchenyi-Straße sind zwei Urberufe symbolisierende Mosaikbilder zu sehen: Das eine symbolisiert die Fischerei und die Jagd, das andere den Ackerbau.
- Freilandmuseum im Außenbezirk Sóstó, soll mit seinen Gebäuden und Veranstaltungen einen Eindruck des Lebens auf dem Land in der Vergangenheit vermitteln.
- Zoologischer Garten Nyíregyháza, 1974 gegründet, mehr als 5000 Tiere in 500 Arten
- Brunnenanlage mit drei Grazien aus Bronze[6][7] Hommage für den Bildhauer Tibor Borbás (1942–1995), der mit 53 Jahren bei einem Autounfall starb. Er war u. a. der Schöpfer der Brunnenanlage der drei Grazien auf dem Kossuth-Platz.
- Denkmal für den Ersten Weltkrieg[8]. Die dominante Figurengruppe befindet sich in der Parkanlage vor dem Komitatsgebäude. Es wurde 1928 von Zsigmond Kisfaludi Strobl (1884–1975), einem bekannten Bildhauer Ungarns geschaffen. Als Hauptfigur wählte er einen mit einem Drachen kämpfenden Helden, während seine zwei Nebengruppen den Aufbruch in den Kampf und das Ende symbolisieren sollen. Ein ähnliches Werk mit dem Drachentötermotiv schuf er für den Gellértberg in Budapest, unterhalb der Statue of Liberty.
- Pro Pátria Mortui. Denkmal für die 12.000 Opfer Nyíregyháza des Zweiten Weltkriegs, errichtet 1991
- Bronzestatue Der ungarische Husar zu Ehren des seit 1869–1944 in der Stadt beheimateten Husarenregiments.
- Gedenktafel an Graf János Esterházy (1901–1957), Mitglied der Adelsfamilie Esterházy, Politiker der ungarischen Minderheit in der Tschechoslowakei und in der Ersten Slowakischen Republik.

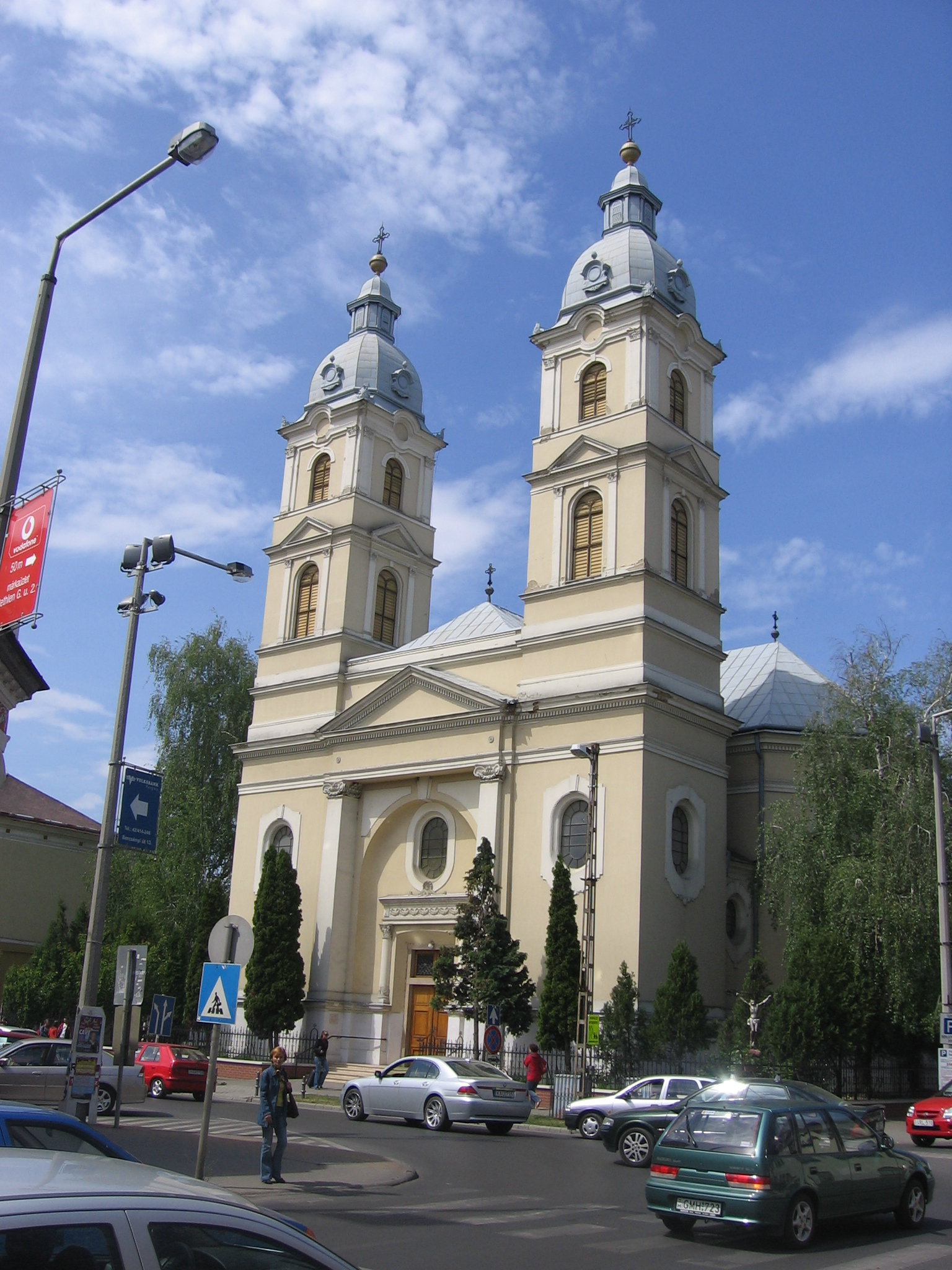
Ungarische griechisch-katholische Kirche von  Nyíregyháza
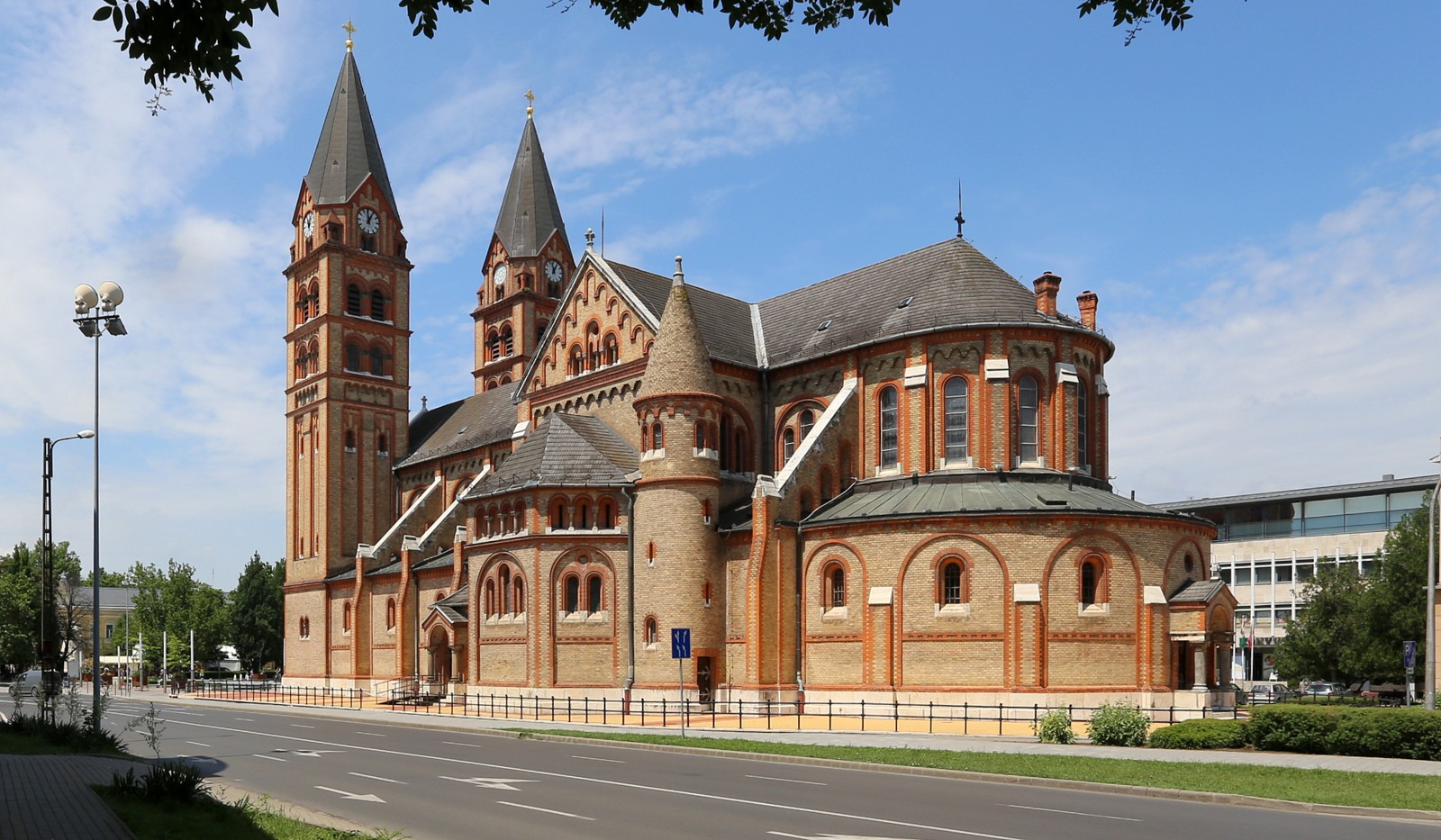
Römisch-katholische Kathedrale von Nyíregyháza
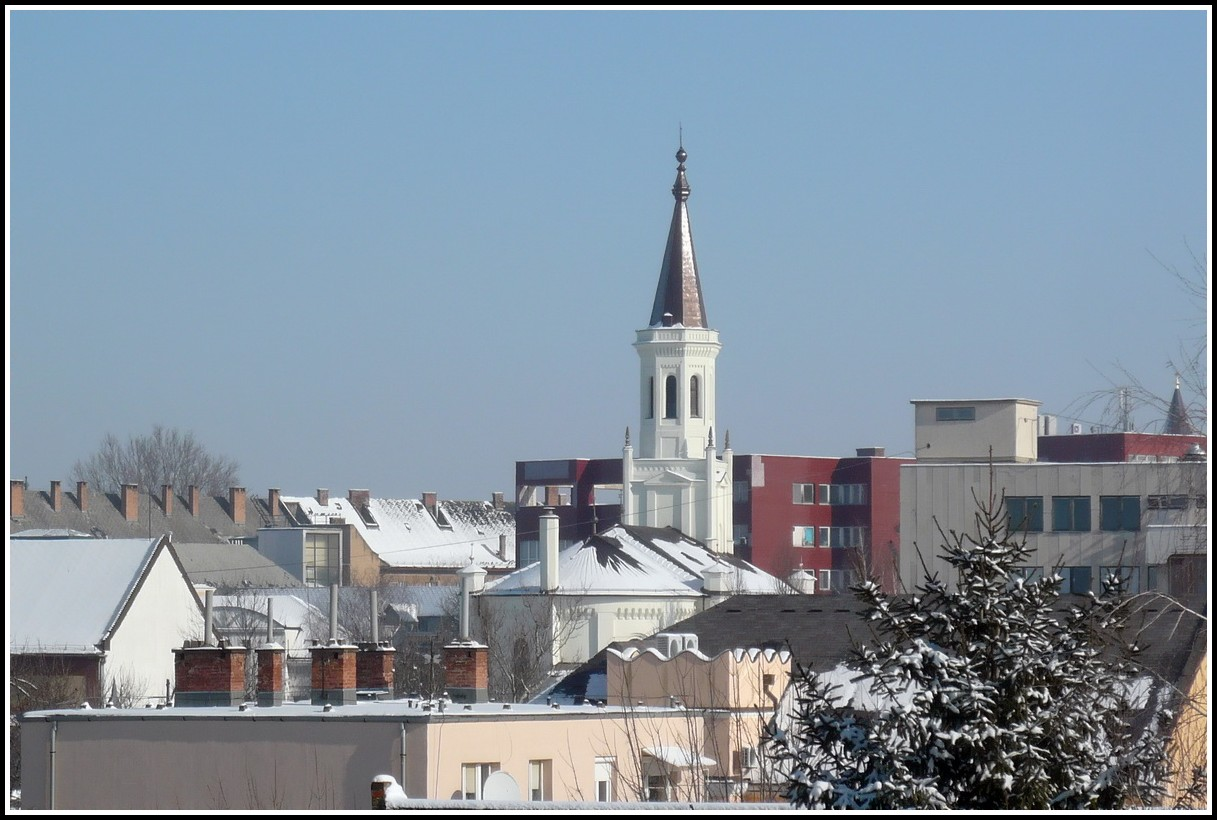
Kalvinistische Kirche von Nyíregyháza, erbaut 1872
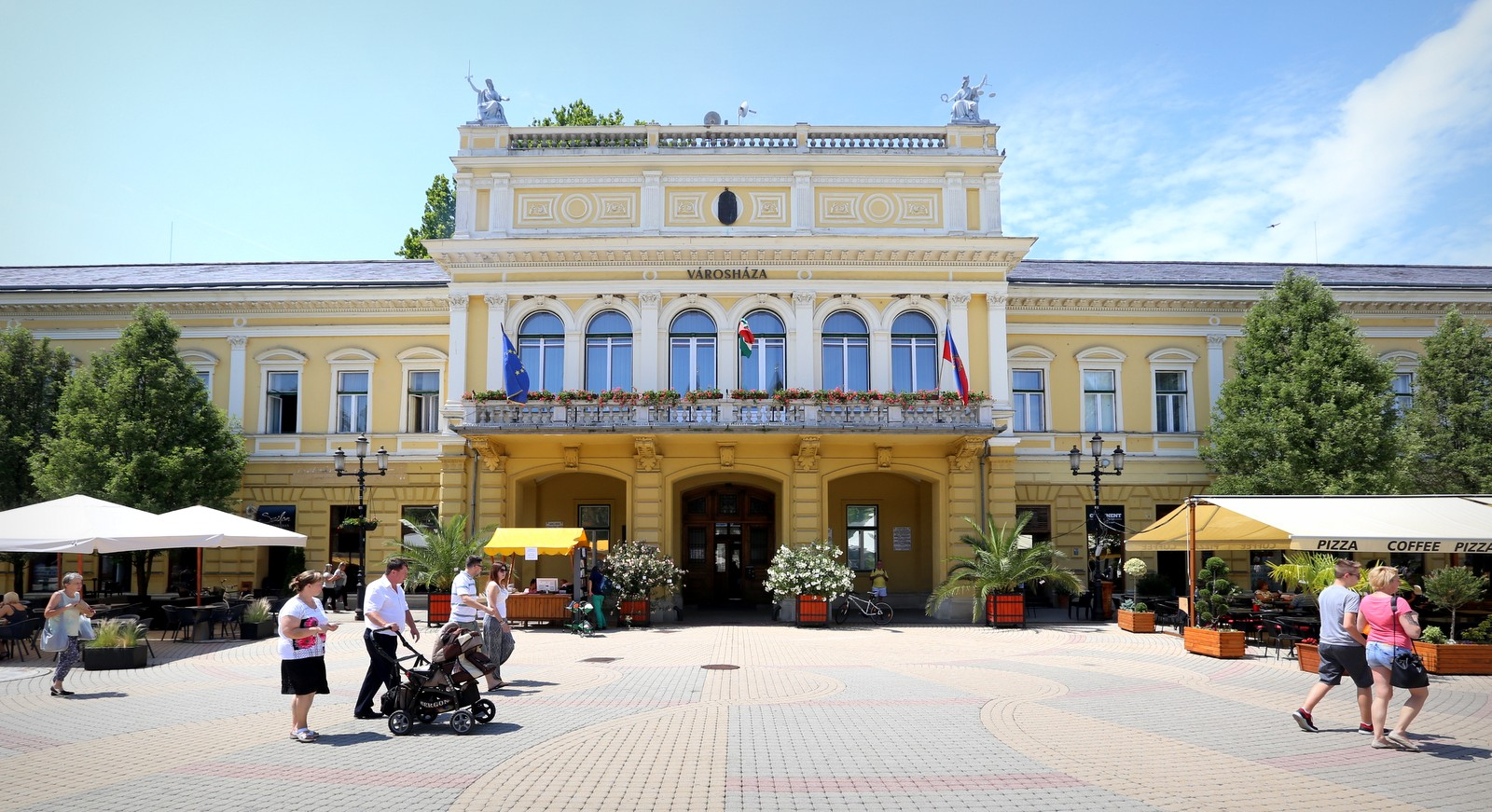
Historisches Rathaus der Stadt von 1892 im Stil des Eklektizismus
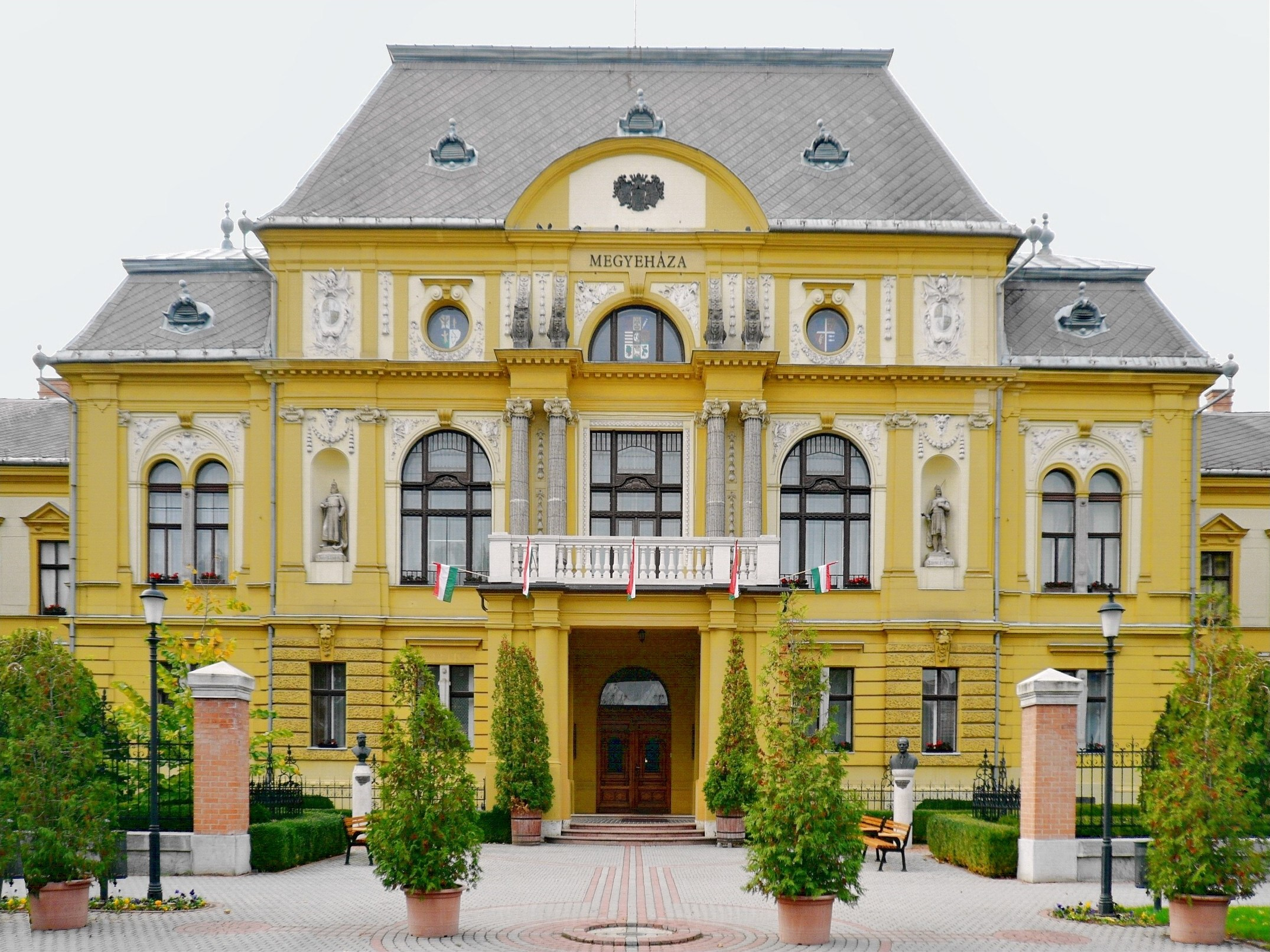
Haus des Komitatssitzes in Nyíregyháza, erbaut 1891–93
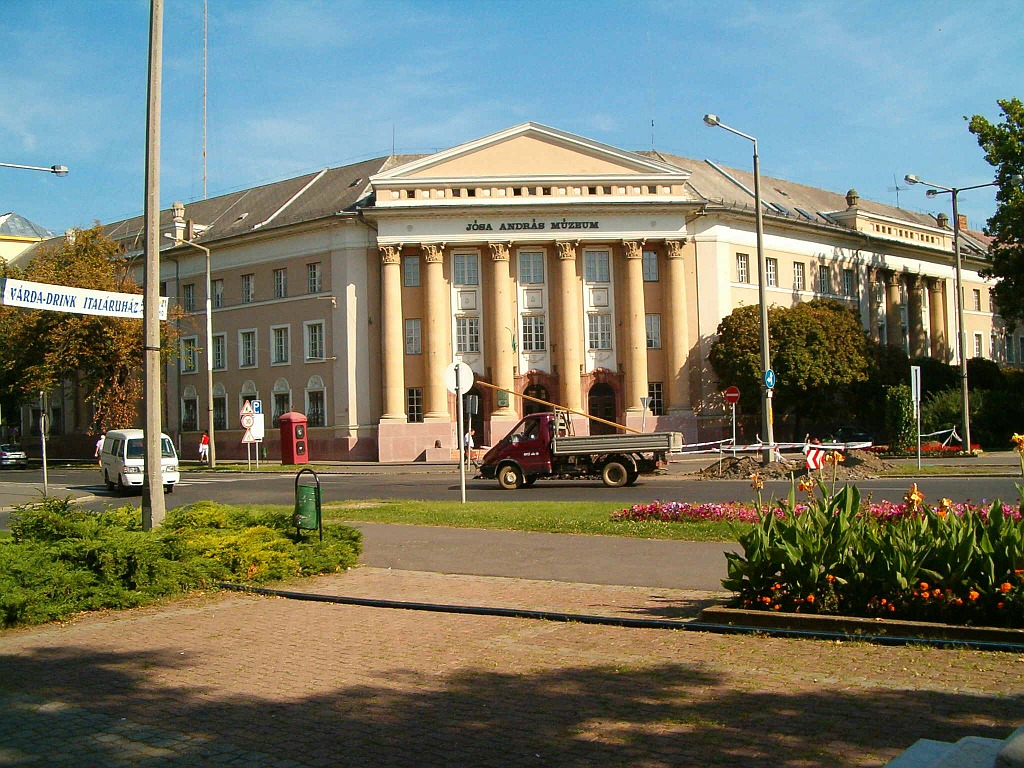
Jósa András Museum
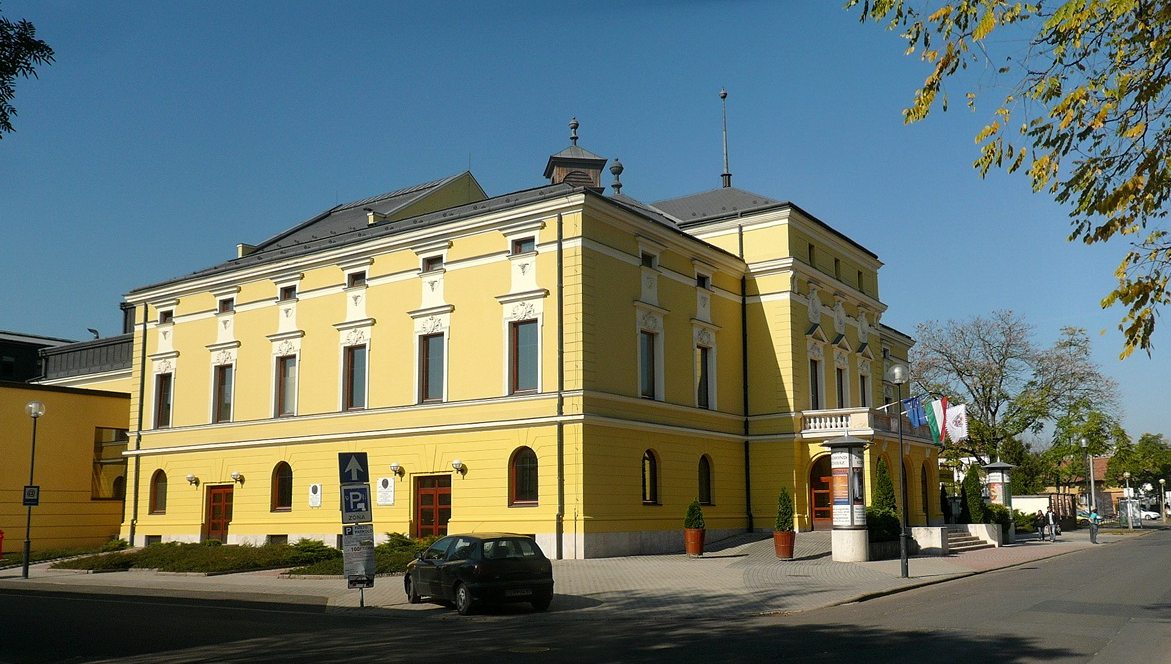
Zsigmond-Móricz-Theater in Nyíregyháza
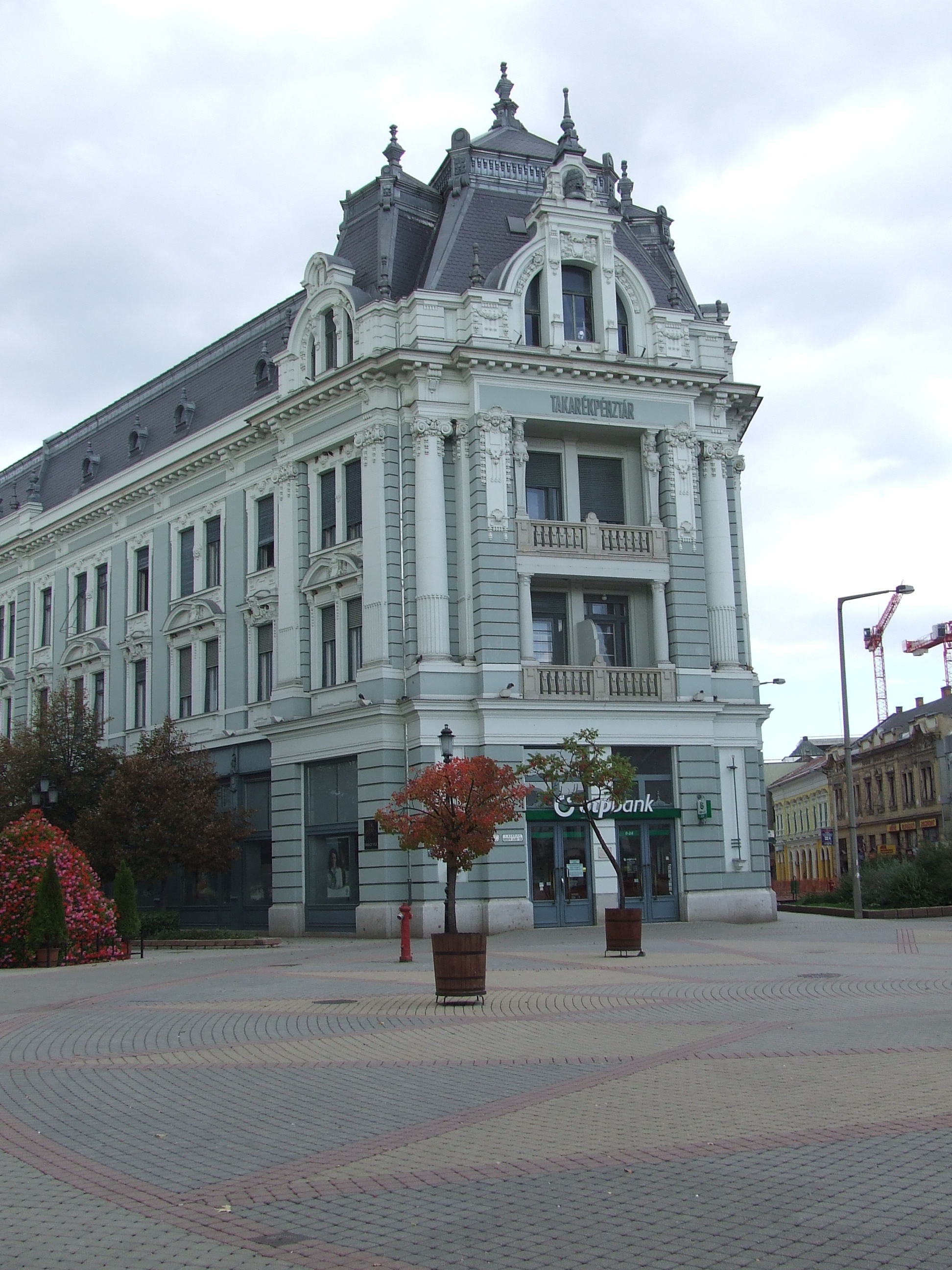
sog. Sparpalast, Bankgebäude von 1912
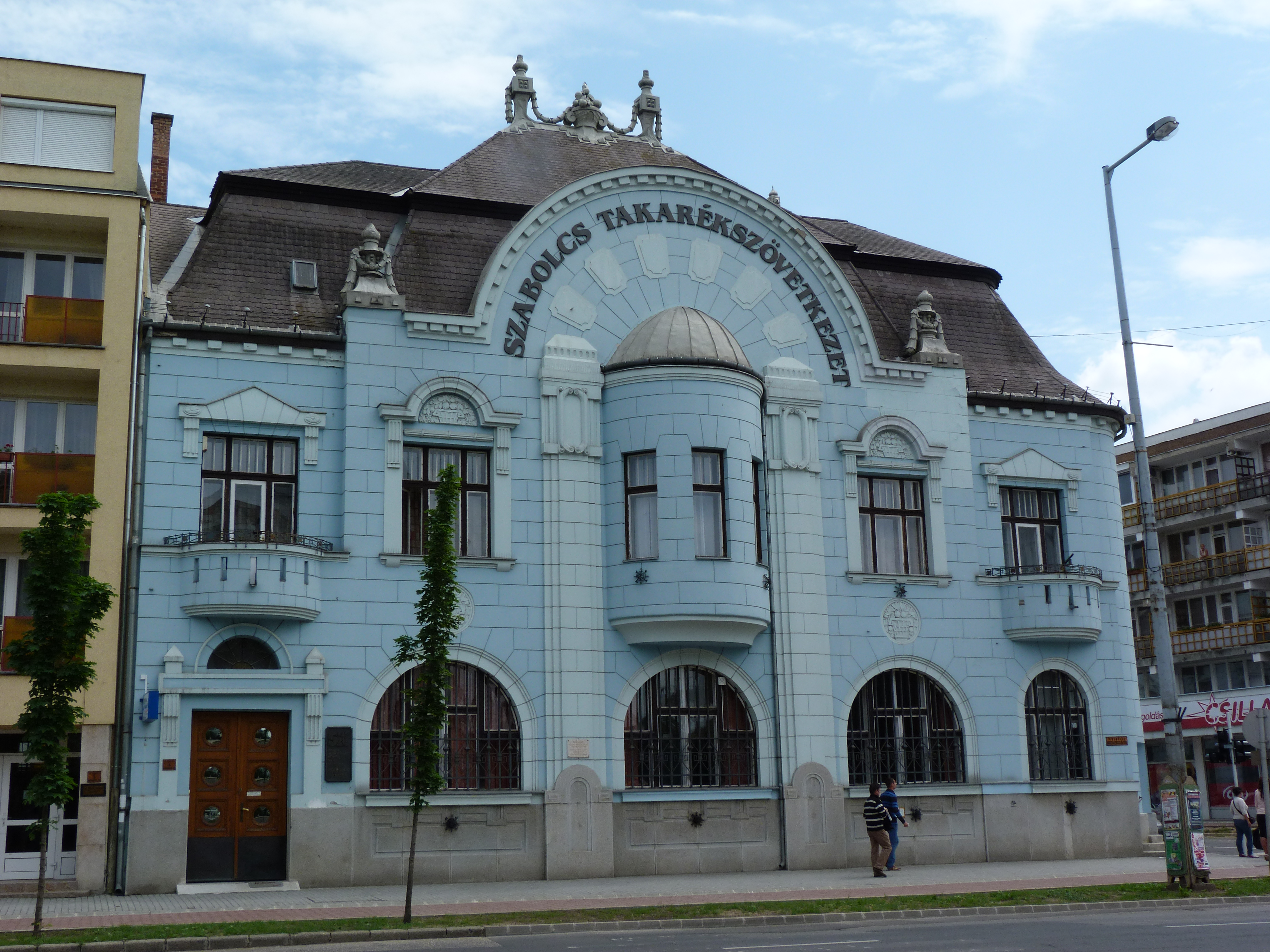
Bankgebäude der Szabolcs Takarék
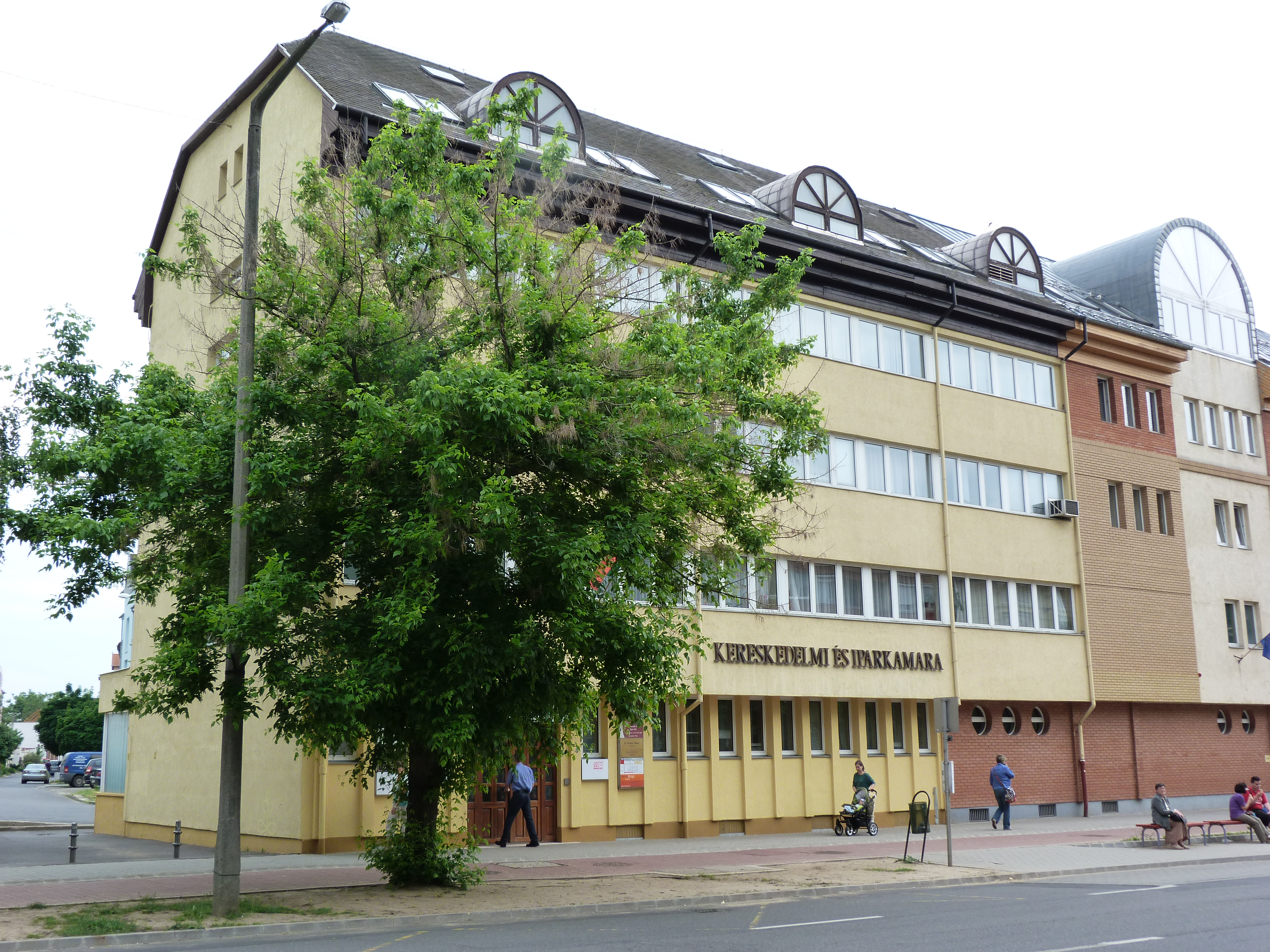
IHK Industrie- und Handelskammer in Nyíregyháza
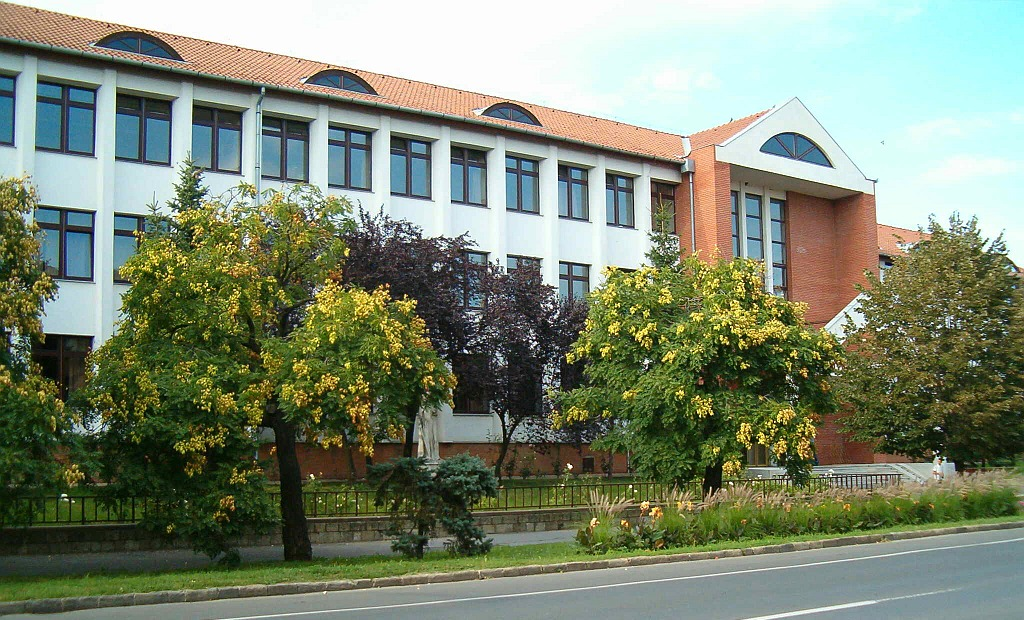
Zrínyi Ilona Gymnasium in Nyíregyháza
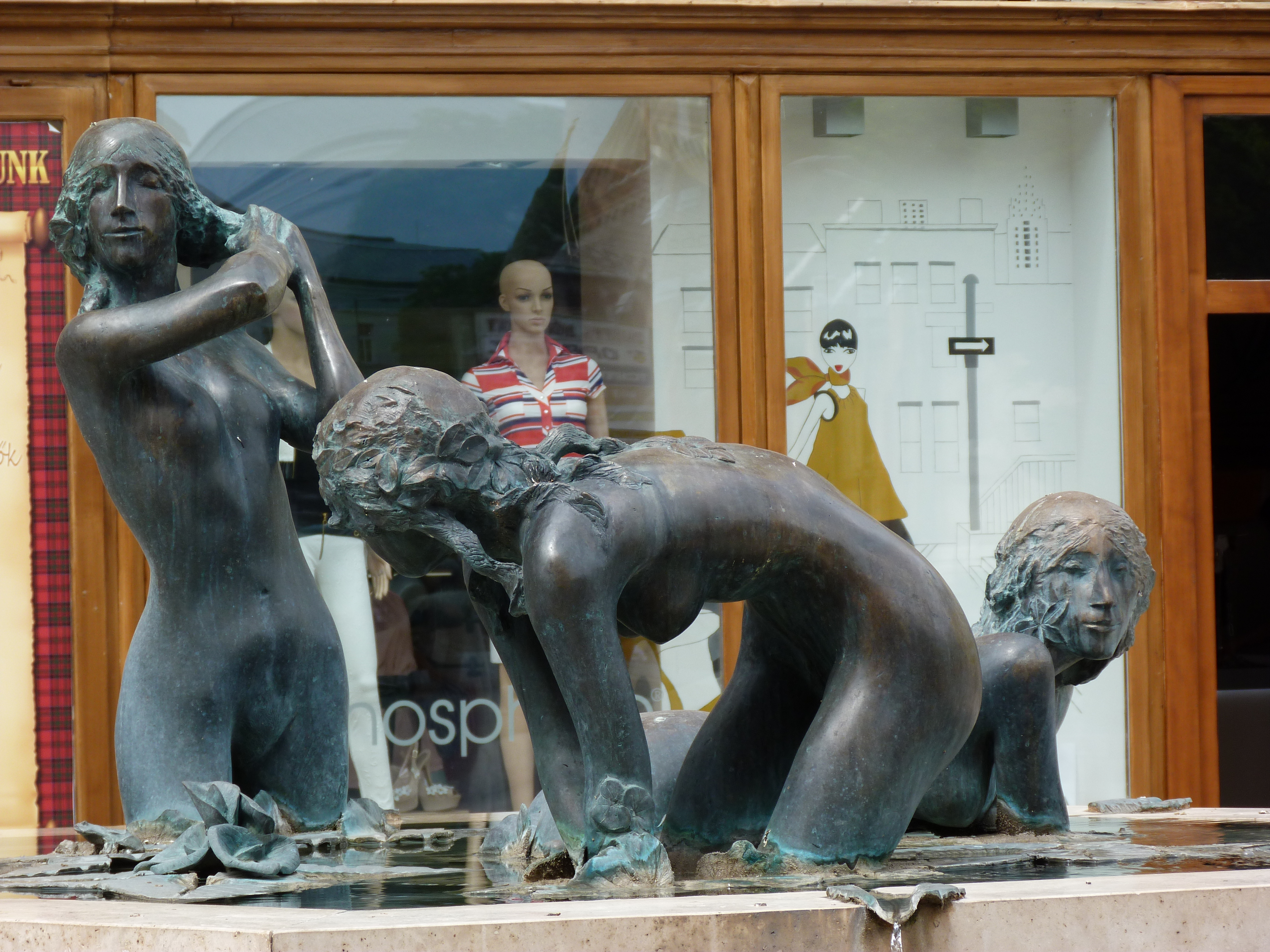
Brunnenanlage mit den drei Grazien von Tibor Borbás (1942–1995)
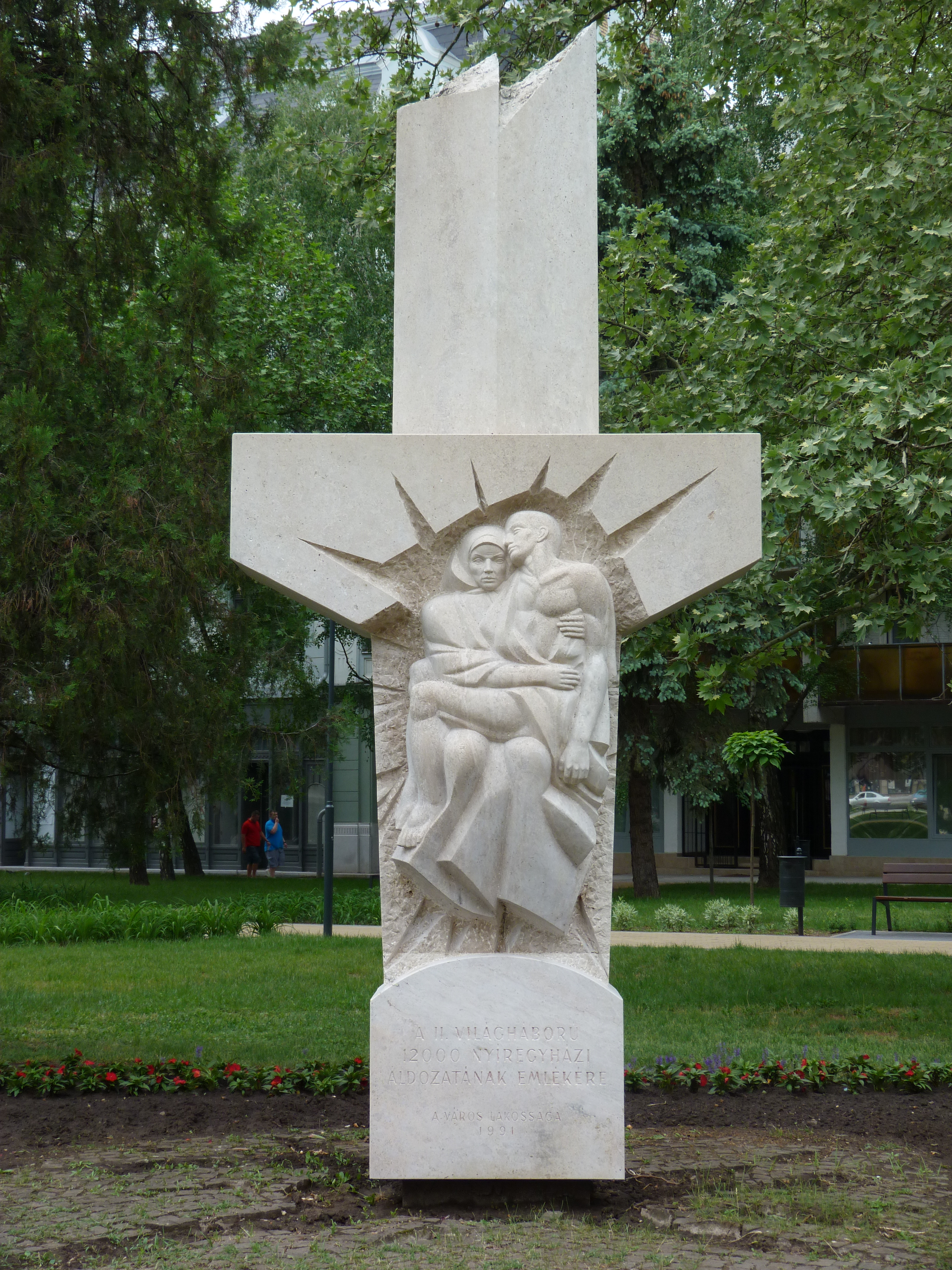
Denkmal für die 12.000 Opfer Nyíregyháza des II. Weltkriegs
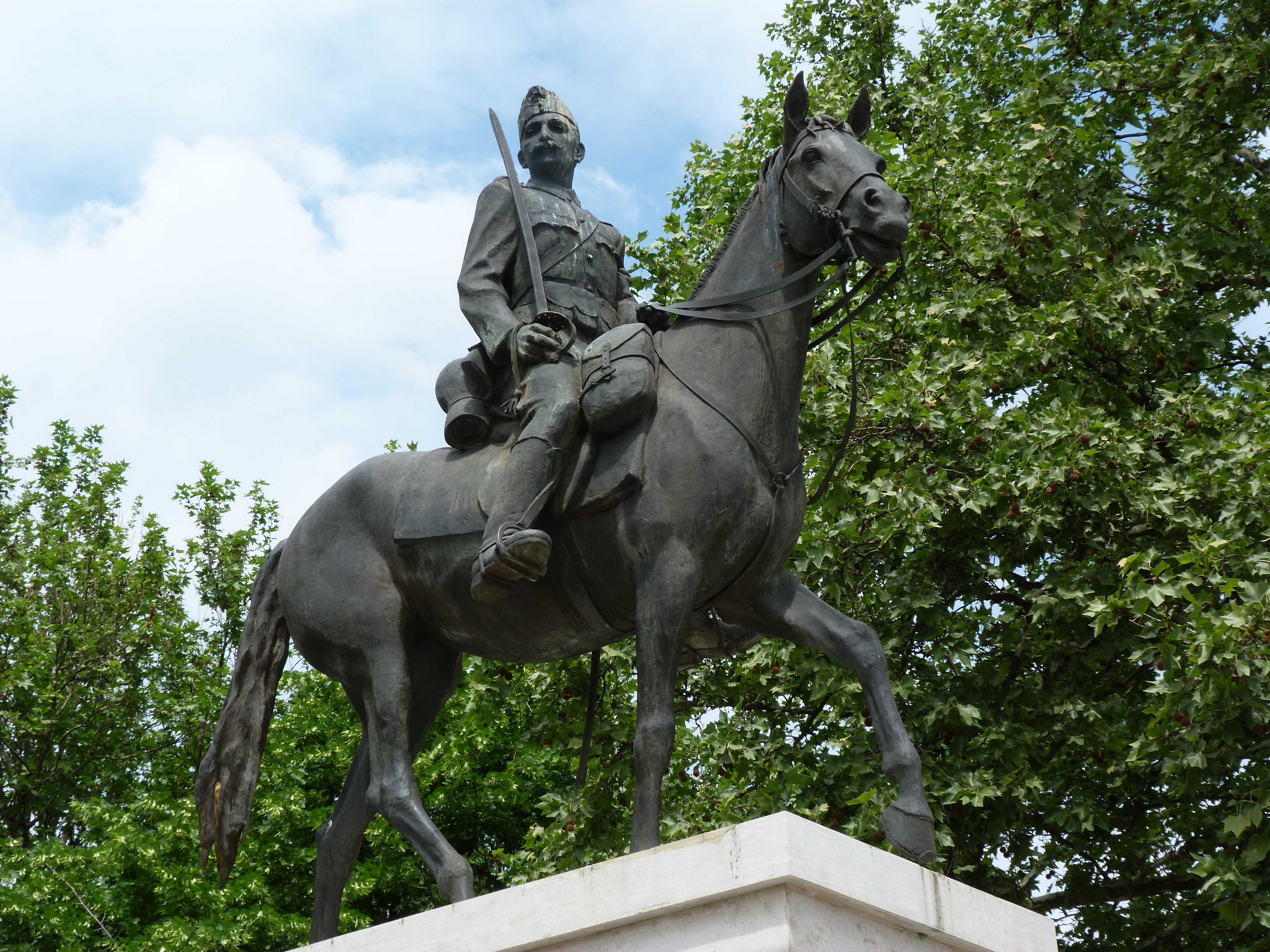
Bronzestatue Der ungarische Husar zu Ehren des seit 1869–1940 in der Stadt beheimateten Husarenregiments.
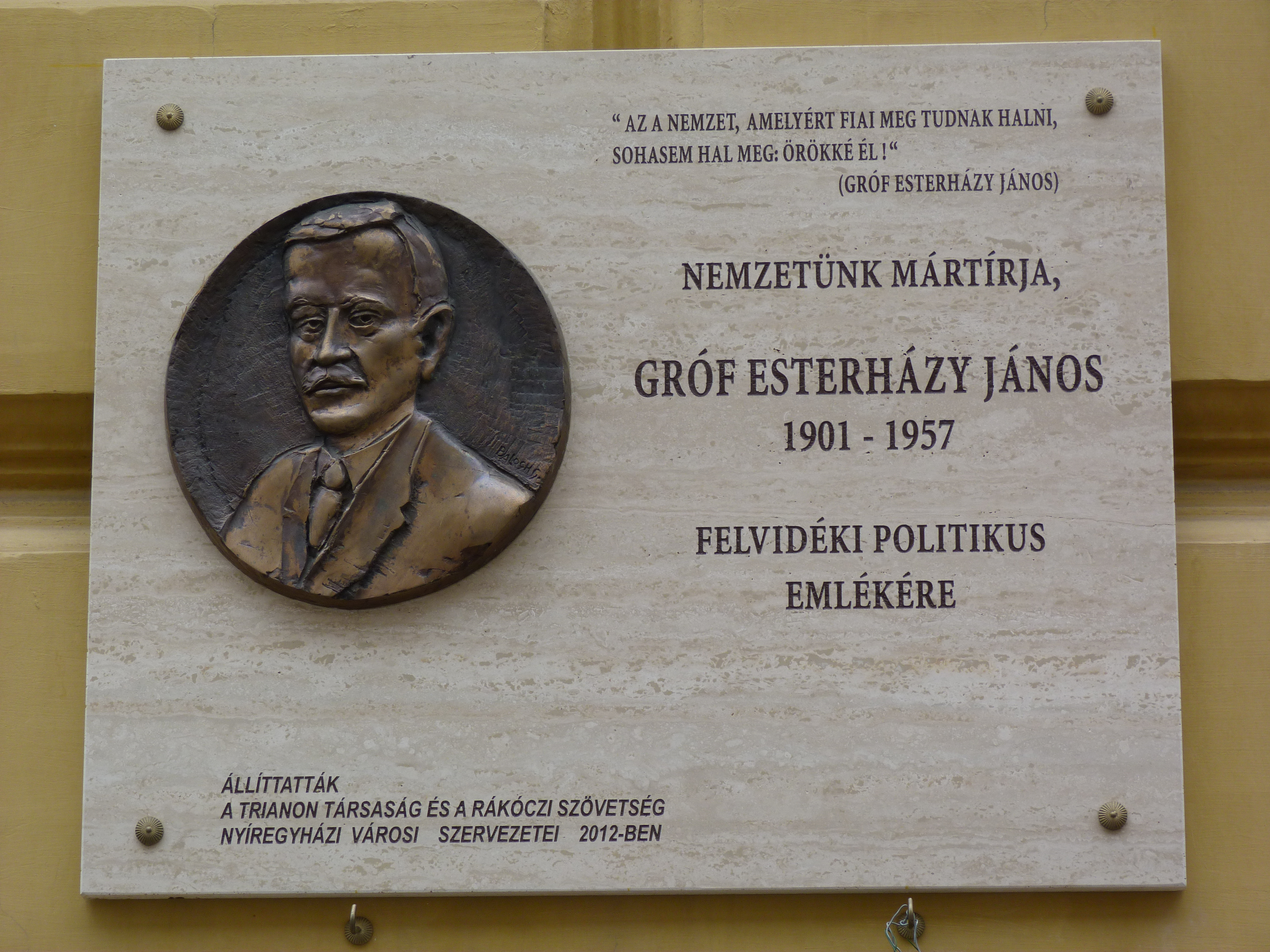
Gedenktafel an Graf János Esterházy (1901–1957), Mitglied der Adelsfamilie Esterházy

## Ghetto 1944
In Nyíregyháza wurden im Januar 1941 bei einem Census 4993 Juden gezählt. Nach der deutschen Besetzung Ungarns im März 1944 wurden diese und weitere Juden aus dem Komitat Szabolcs in mehreren Ghettos in der Stadt und der Umgebung inhaftiert. Circa 17.000 Juden wurden im Mai 1944 mit mehreren Eisenbahntransporten in das KZ Auschwitz deportiert.

## Verkehrsanbindung
Die Autobahn M 3 aus Richtung Budapest führt direkt bis Nyíregyháza (M 36). InterCity- und Schnellzugverbindungen gibt es nach Budapest, Miskolc u. a.

## Wirtschaft
- 2012 begann die Firma ContiTech mit der Produktion von Kautschuk und der Herstellung von Luftfedern[9]
- 2014 eröffnete die Firma Lego eine Fabrik mit 1500 Mitarbeitern[10]
- MCE Nyíregyháza kft HUNGARY, Stahlbau, Tochterunternehmen der Bilfinger SE[11]

## Söhne und Töchter der Stadt
- László Meskó (1851–1922), Politiker, Jurist und Obergespan
- Gyula Krúdy (1878–1933), Schriftsteller
- Miklós Kállay (1887–1967), Politiker und Premierminister (1942–1944)
- Tibor Szamuely (1890–1919), Journalist und Revolutionär
- Elisabeth Maria Hajós (1900–1982), Kunsthistorikerin
- Stephen Bekassy (1907–1995), Schauspieler
- Lajos Karasz (1924–1999), Offizier der Volksrepublik Ungarn
- István Móna (1940–2010), Moderner Fünfkämpfer
- Tamás Szikora (1943–2012), Maler, Grafiker, Papier-, Collage- und Objektkünstler des Neokonstuktivismus
- Attila Gaál (1944–2021), Archäologe
- Stefan Soltesz (1949–2022), Dirigent
- Tibor Benkő (* 1955), General und Verteidigungsminister
- István Grencsó (* 1956), Jazzmusiker
- Tünde Szabó (* 1974), Schwimmerin und Politikerin
- Robi Botos (* 1978), Jazzmusiker
- Gergely Rudolf (* 1985), Fußballspieler
- Máté Helebrandt (* 1989), Geher
- Márton Fucsovics (* 1992), Tennisspieler
- Dániel Gazdag (* 1996), Fußballspieler
- Petra Füzi-Tóvizi (* 1999), Handballspielerin
- Dominik Máthé (* 1999), Handballspieler

## Städtepartnerschaften
Nyíregyháza listet folgende neun Partnerstädte auf:
- Harbin (Volksrepublik China), seit 2006
- Iserlohn (Deutschland), seit 1989
- Kajaani (Finnland), seit 1981
- Kirjat Motzkin (Israel), seit 1998
- Prešov (Slowakei), seit 1975
- Rzeszów (Polen), seit 1996
- Satu Mare (Rumänien), seit 2000
- St Albans (Vereinigtes Königreich), seit 1995
- Uschhorod (Ukraine), seit 1971

## Klimatabelle
|                       | Jan  | Feb  | Mär  | Apr  | Mai  | Jun  | Jul  | Aug  | Sep  | Okt  | Nov  | Dez  |   |       |
| Mittl. Tagesmax. (°C) | 1,1  | 3,7  | 10,0 | 16,7 | 22,2 | 24,9 | 27,2 | 26,8 | 21,5 | 15,5 | 8,0  | 2,2  | ⌀ | 15    |
| Mittl. Tagesmin. (°C) | −4,3 | −3,3 | 0,9  | 5,8  | 10,8 | 13,5 | 15,2 | 14,5 | 10,3 | 5,7  | 1,2  | −2,9 | ⌀ | 5,7   |
|                       |      |      |      |      |      |      |      |      |      |      |      |      |   |       |
| Niederschlag (mm)     | 25,0 | 27,5 | 28,3 | 45,4 | 56,8 | 59,9 | 65,6 | 52,4 | 51,9 | 36,2 | 39,9 | 39,7 | Σ | 528,6 |
|                       |      |      |      |      |      |      |      |      |      |      |      |      |   |       |
| Regentage (d)         | 6    | 6    | 6    | 7    | 9    | 9    | 8    | 7    | 7    | 6    | 7    | 8    | Σ | 86    |

| −4,3 |

| −3,3 |

| 0,9 |

| 5,8 |

| 10,8 |

| 13,5 |

| 15,2 |

| 14,5 |

| 10,3 |

| 5,7 |

| 1,2 |

| −2,9 |

| −4,3 |

| −3,3 |

| 0,9 |

| 5,8 |

| 10,8 |

| 13,5 |

| 15,2 |

| 14,5 |

| 10,3 |

| 5,7 |

| 1,2 |

| −2,9 |